# Cryptographis horocrates
Cryptographis horocrates là một loài bướm đêm trong họ Crambidae.